# Willi Kamarad

## Leben:
Willi Kamarad wurde am 15.01.1968 in Benediktbeurern, Deutschland, geboren.
Willi verließ mit 18 Jahren die Schule und nahm eine Stelle bei einem Videokassetten Versand an. Dieser belieferte die bayerische Region mit Videos und Willi war dafür verantwortlich, welche Filme in welche Läden kamen. Sechs Monate später gründete sein Chef die neue Firma „Video Gigant“ (ein Blockbuster-Äquivalent). Noch im selben Jahr nutzte Willi die Gelegenheit, eine dieser Filialen in Murnau zu kaufen und sich selbstständig zu machen (1988–2012). Während er 24 Jahre lang sein Mediathekengeschäft führte, arbeitete er seit 2005 als selbstständiger Vertriebsagent für italienische Produzenten im deutschsprachigen Raum.
2003 gründete Willi die „Dreamfilms GmbH“ (2003-2023). Er nutzte seine Vertriebs- und Verkaufsexpertise und konzentrierte sich auf die Produktion und Regie zunächst von Musikvideos und Kurzfilmen, u.A. für Star Wars Conventions, später aber auch auf die Produktion seiner ersten Spielfilme in Deutschland und dann international.
Er war Produktionspartner von „Dreamfilms Bulgaria“ (2015-2025) und ist Partner ab 2023 von „WMR Films LLP“ und „Peacock Film Finance Ltd“ in London
Er ist seit 1996 mit Katarzyna Kamarad verheiratet und hat zwei Kinder, Sonja und Luis Kamarad. 

## Filmographie:
2010 Leben Retten Kurzfilm Deutschland (Produktion)
2011 Der falsche Mann Spielfilm Deutschland (Producer)
2013 The Cinema: A Brief History Dokumentation USA (Executive Producer)
2014 Mobber's End Spielfilm Deutschland (Unit Production Manager)
2014 The Broken Crown Spielfilm Deutschland/Italien (Unit Production Manager)
2015 Bunker of the Dead Spielfilm Deutschland (Producer)
2017 The Wish and The Wisp Kurzfilm USA (Producer)
2021 Frankenstein Spielfilm Griechenland (Executive Producer)
2023 The Real George Michael: Portrait of an Artist Dokumentation United Kingdom (Executive Producer)
2024 The Jester from Transylvania Spielfilm Rumänien (Producer)
2025 Finding my Voice Spielfilm Indonesien (Executive Producer)
2025 Red Carpet Kurzfilm Deutschland (Consulting, Supervising Producer)
2025 Holiguards Spielfilm USA/UAE/ Portugal (Casting)
2025 High Wire Spielfilm Indonesien (Executive Producer)